# Пояна-Серате
Пояна-Серате (рум. Poiana Sărată) — село у повіті Бакеу в Румунії. Входить до складу комуни Ойтуз.
Село розташоване на відстані 191 км на північ від Бухареста, 59 км на південний захід від Бакеу, 142 км на південний захід від Ясс, 145 км на північний захід від Галаца, 84 км на північний схід від Брашова.

## Населення
За даними перепису населення 2002 року у селі проживали 312 осіб, з них 308 осіб (98,7%) румунів. Рідною мовою 309 осіб (99,0%) назвали румунську.